# Agustín García
Agustín García Rodríguez (ur. 1 czerwca 1973 w Zamorze) – meksykański piłkarz występujący na pozycji pomocnika.

## Kariera klubowa
García jest wychowankiem zespołu Tecos UAG z siedzibą w mieście Guadalajara. W meksykańskiej Primera División zadebiutował 22 października 1994 w zremisowanym 0:0 meczu z Monterrey, natomiast premierowego gola w najwyższej klasie rozgrywkowej strzelił 5 lutego 1995 w wygranej 1:0 konfrontacji z Tampico. Jedynym sukcesem w jego karierze był triumf w Pucharze Zdobywców Pucharów CONCACAF w 1995 roku. Ogółem barwy Tecos reprezentował przez ponad siedem lat, zdobywając pięć goli w 150 ligowych spotkaniach.
Wiosenny sezon Verano 2002 García spędził w jednym z najbardziej utytułowanych klubów w ojczyźnie – Chivas de Guadalajara. Nie potrafił tam sobie jednak wywalczyć miejsca w wyjściowym składzie i rozegrał jedynie dwa mecze w lidze meksykańskiej. Profesjonalną karierę zakończył w wieku 30 lat jako zawodnik drugoligowego Trotamundos de Tijuana.

## Kariera reprezentacyjna
W 1996 roku García został powołany przez selekcjonera Borę Milutinovicia na Złoty Puchar CONCACAF. Na tym turnieju zadebiutował w seniorskiej reprezentacji Meksyku – 11 stycznia 1996 w wygranym 5:0 meczu fazy grupowej z Saint Vincent i Grenadynami i w tym samym spotkaniu strzelił jedynego gola w kadrze narodowej. Ogółem w rozgrywkach Złotego Pucharu wystąpił trzykrotnie, zdobywając jedną bramkę, a Meksykanie zwyciężyli w turnieju.